# 丹·布鲁耶特
丹尼·雷·布鲁耶特（英語：Danny Ray Brouillette，1962年8月18日—），美国政治人物、商人，2019年至2021年担任美国能源部长，2017年至2019年担任能源副部长。

## 早年
布鲁耶特生于路易斯安那州潘考特维尔，毕业于马里兰大学。

## 职业生涯

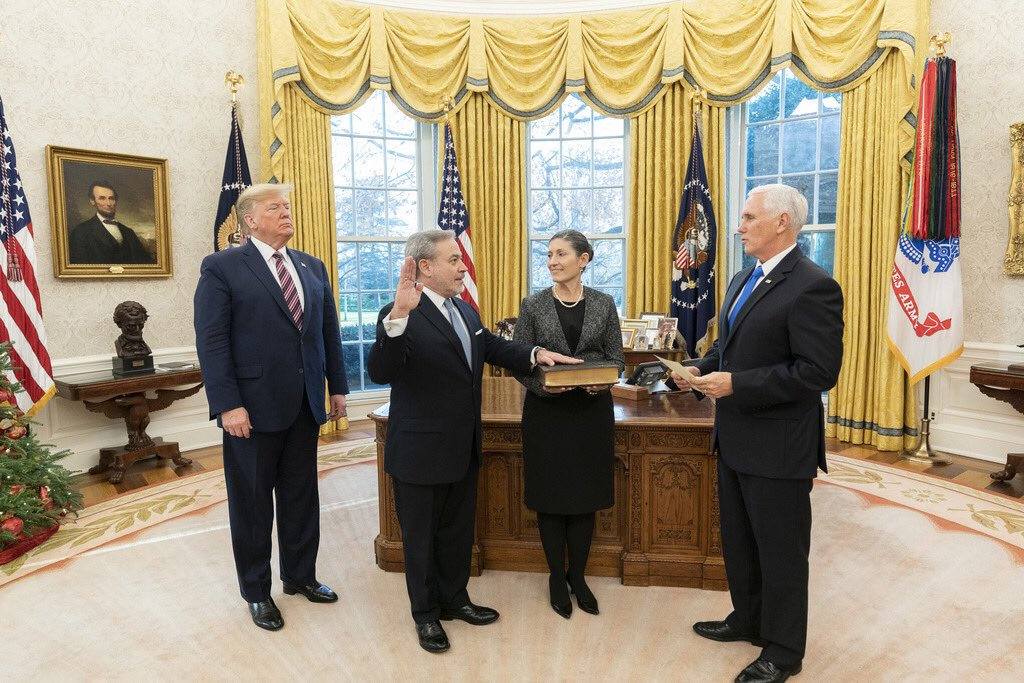
丹·布鲁耶特宣誓就任能源部长

从美国陆军退伍后，布鲁耶特于1989年到1997年出任担任众议员。 1989年至1997年担任众议员比利·淘金的立法主任。随后于1997年到2000年担任R. Duffy Wall & Associates的高级副总裁。2001年至2003年，美国总统选举乔治·沃克·布什任内担任美国能源部国会及政府间事务副部长。
之后于2003年到2004年担任众议员比利·淘金的幕僚长，兼任众议院能源与商业委员会的幕僚主任。之后参与2005年能源政策法案的制定，特别是针对能源部的贷款担保计划及液态天然气进出口的联邦授权令的制定。
从2004年到2006年，布鲁耶特担任福特汽车副总统，专责公司的公司的国内政策团队，兼任福特北美运营委员会委员。2006年，布鲁耶特受聘为联合服务汽车协会公共政策主管兼高级副总裁，为曾在美军服役或现役的军人及家属提供金融服务。
布鲁耶特还于2013年到2016年担任成员的路易斯安那州矿物和能源委员会从委员。

## 副能源部长
2017年4月13日，总统唐纳德·特朗普宣布提名布鲁耶特为美国能源部能源副部长。美国参议院于2017年8月3日确认布鲁耶特的提名后，他于2017年8月8日宣誓就任。

## 能源部长
2019年10月18日，总统特朗普宣布提名布鲁耶特为美国能源部长，接任宣布于年底辞任的里克·佩里。特朗普于11月7日正式向参议院提交提名。
2019年12月1日，佩里正式辞职，布鲁耶特在参议院通过任命后代任能源部长。次日，参议院以70–15的结果通过提名。

## 个人生活
布鲁耶特和他的妻子阿德里安娜都是美国陆军的退伍军人，育有九个孩子，均在家上学。一家人住在圣安东尼。